# Gonggongui jeog
Public Enemy (hangul 공공의 적, RR Gonggongui jeok) és una pel·lícula de thriller d'acció de Corea del Sud de 2002 dirigida per Kang Woo-suk. La pel·lícula va tenir una bona acollida tant pel públic com pels crítics, ja que gairebé 3 milions de persones la van veure a Corea del Sud, i Sol Kyung-gu va guanyar al premi al millor actor als Grand Bell Awards i als Blue Dragon Film Awardspel seu paper protagonista. L'èxit de la pel·lícula va portar a la realització de la seqüela Another Public Enemy el 2005.

## Argument
L'argument de la pel·lícula enfronta un policia dur de gallet fàcil, Kang Chul-joong, i un assassí psicòpata, Cho Kyu-hwan, l'un contra l'altre. Kang tipifica el gènere policial de l'antiheroi, evitant robatoris i robant drogues als delinqüents. La seva carrera està en crisi i afers interns estan investigant les seves accions. L'antagonista Cho, en canvi, porta una vida com a home de família i negociant d'èxit. No obstant això, sota el seu exterior fresc, mostra un total menyspreu cap als altres, matant persones per la més mínima falta percebuda.
Els dos personatges principals es troben per casualitat en un carreró fosc poc després que Cho assassinés brutalment els seus pares per raons monetàries. Cho va preguntar primer i després va començar a suplicar perquè els seus pares li deixin el seu testament. Després que els seus pares es neguin, Cho agafa un ganivet i els el clava desenes de vegades. Ruixa farina per tot el seu cos i renta l'excés de sang prenent una dutxa. Llavors comença a caminar per desfer-se de l'arma homicida. Kang està defecant al carreró fosc durant un seguiment no relacionat i es troba amb Cho, que acaba tallant a Kang a la cara amb un ganivet.
Kang més tard s'uneix a la investigació dels assassinats, però no reconeix en Cho perquè no li va mirar bé la cara. Els seus instints li diuen que alguna cosa va malament en Cho, i Kang comença a perseguir-lo. Kang aviat es convenç que Cho és l'assassí, encara que ningú més creu que tingui un cas. Finalment, és acomiadat de la policia i es converteix en policia de trànsit.
Finalment, Kang descobreix una evidència crucial, una ungla trencada, a l'escena de l'assassinat i s'enfronta a Cho amb ella. Això fa que els dos s'enfrontin en una baralla, que acaba amb Kang colpejant Cho fins a la mort. Kang és restaurat a la policia i, al final, afers interns informa que "està millorant".

## Repartiment
- Sol Kyung-gu...Kang Chul-joong
- Lee Sung-jae... Cho Kyu-hwan
- Kang Shin-il...Investigador en cap Uhm
- Kim Jeong-hak... Detectiu Kim
- Do Yong-gu... Detectiu Nam

## Premis i nominacions
2002 Chunsa Film Art Awards
- Millor actor secundari - Kang Shin-il

2002 Baeksang Arts Awards
- Premi del Jurat

2002 Grand Bell Awards
- Millor actor - Sol Kyung-gu

2002 Blue Dragon Film Awards
- Millor actor - Sol Kyung-gu